# Cheiragra ruficollis
Cheiragra ruficollis är en skalbaggsart som beskrevs av Macleay 1864. Cheiragra ruficollis ingår i släktet Cheiragra och familjen Melolonthidae. Inga underarter finns listade i Catalogue of Life.